# 31e Groupe-brigade du Canada
Le 31e Groupe-brigade du Canada (31e GBC) (31 Canadian Brigade Group en anglais) est un groupe-brigade de la Première réserve de l'Armée canadienne des Forces armées canadiennes. Il fait partie de la 4e Division du Canada et est basé à London en Ontario. Son aire de responsabilité s'étend dans le Sud-Ouest de l'Ontario à partir de Saint Catharines jusqu'à Windsor. Il comprend une douzaine d'unités pour un effectif total d'environ 2 000 soldats.

## Unités
| Nom                                                                 | Type                   | Ville(s)                    |
| ------------------------------------------------------------------- | ---------------------- | --------------------------- |
| 1st Hussars                                                         | Reconnaissance         | London et Sarnia            |
| The Windsor Regiment (RCAC) (en)                                    | Reconnaissance         | Windsor                     |
| 11th Field Artillery Regiment, RCA                                  | Artillerie de campagne | Guelph et Hamilton          |
| 31 Combat Engineer Regiment (The Elgins)                            | Génie de combat        | St. Thomas et Waterloo      |
| 31 Signal Regiment                                                  | Communications         | Hamilton                    |
| The Royal Hamilton Light Infantry (Wentworth Regiment)              | Infanterie légère      | Hamilton et Burlington      |
| 4e Bataillon, The Royal Canadian Regiment                           | Infanterie légère      | London et Startford         |
| The Grey and Simcoe Foresters                                       | Infanterie légère      | Owen Sound et Barrie        |
| The Royal Highland Fusiliers of Canada                              | Infanterie légère      | Cambridge et Kitchener      |
| The Essex and Kent Scottish                                         | Infanterie légère      | Windsor et Chatham          |
| The Argyll and Sutherland Highlanders of Canada (Princess Louise's) | Infanterie légère      | Hamilton                    |
| 31e Bataillon des services (en)                                     | Logistique             | Hamilton, London et Windsor |

## Histoire
Le 31e Groupe-brigade du Canada a été créé le 1er avril 1997 lors d'une restructuration importante de l'Armée canadienne créant dix groupes-brigades de la Première réserve. Il remplace l'ancien District de la Milice de London.
Le numéro du groupe-brigade, 31, rappelle le 31e Groupe-brigade de réserve créé le 1er avril 1942 dans le District de la Milice 1 avec son quartier général à London lorsque les forces militaires canadiennes furent réorganisées pour la Seconde Guerre mondiale. Ce groupe-brigade cessa d'exister le 28 novembre 1945 et son quartier général fut fermé le 8 juin 1946.

## Devise et insigne
La devise du 31e Groupe-brigade du Canada est « Pro aris et focis », latin pour « Famille et foyer ». L'insigne du groupe-brigade est une flèche d'argent chargée d'une feuille d'érable de gueules sur un fond également de gueules à l'intérieur du cadre standard des insignes des groupes-brigades de l'Armée canadienne.